# Rosa pulverulenta
Rosa pulverulenta là loài thực vật có hoa trong họ Hoa hồng. Loài này được M. Bieb. miêu tả khoa học đầu tiên.